# Bassiona Amorosa
Bassiona Amorosa — секстет контрабасистов, исполняющих академическую музыку.
Был создан в 1996 г. учениками Клауса Трумпфа по Мюнхенской консерватории. Название ансамбля обыгрывает название известной пьесы одного из первых контрабасистов-виртуозов Джованни Боттезини «Любовная страсть» (итал. Passione Amorosa). Лидер секстета — словацкий музыкант Роман Патколо. В основной состав секстета входят также Ян Йирмашек (Чехия), Любинко Лазич (Сербия), Георгий Макошвили (Грузия), Артём Чирков (Россия) и Андрей Шинкевич (Беларусь). Ряд выступлений и записей сделаны в более широком составе, с участием контрабасистов Горана Костича (Сербия), Эндрю Ли (США—Южная Корея) и Сергея Коняхина (Украина). В качестве концертмейстера с ансамблем постоянно выступает Милана Чернявская (Украина).
Ансамбль выступал вместе с Пласидо Доминго, Максимом Венгеровым и другими известными музыкантами, записал 13 альбомов, включающих обработки популярных пьес академического (Бах, Вивальди, Моцарт, Бетховен, Лист, Дворжак) и лёгкого (от Иоганна Штрауса до Джона Леннона) репертуара, пьесы Боттезини и других выдающихся контрабасистов, а также собственные сочинения участников ансамбля.